# دیگری (فیلم ۲۰۱۲)
دیگری (ژاپنی: アナザー هپبورن: Anazā) فیلمی ژاپنی در ژانر ترسناک معمایی به کارگردانی تاکشی فوروساوا و محصول سال ۲۰۱۲ است. کنتو یامازاکی، آی هاشیموتو، یوشیهیکو هاکامادا، و آی کاتو بازیگران فیلم هستند. فیلم‌نامه این فیلم توسط یوکیکو تاناکا و  فوروساوار بر اساس رمانی به همین نام اثر یوکیتو آیاتسوجی به رشته تحریر درآمده است. دیگری توسط توهو در تاریخ ۴ اوت ۲۰۱۲ در ژاپن به نمایش درآمد.